# Nasiennictwo leśne
Nasiennictwo leśne – dział hodowli lasu obejmujący zagadnienia i czynności związane z wyborem drzew i drzewostanów nasiennych, zbiorem szyszek i owoców, pozyskiwaniem z nich nasion, przechowywaniem i przysposabianiem nasion do wysiewu, jak również oceną i transportem nasion.
Rozwój nasiennictwa na ziemiach polskich datuje się na XVIII wiek, jednakże rozwój tej dziedziny leśnictwa przypada w Europie na drugą połowę XIX wieku. Powstawały wówczas przedsiębiorstwa, które zajmowały się pozyskiwaniem i rozprowadzaniem nasion, głównie drzew iglastych tj. sosny i świerka, które następnie odsprzedawane były w całej Europie. I tak właśnie z nasion świerka pozyskanych w Alpach dokonywano zalesień ogromnych obszarów monokulturami świerkowymi w Sudetach Wschodnich i Zachodnich, które są mało odporne  na zanieczyszczenia przemysłowe, a w konsekwencji szczególnie podatne na gradacje szkodliwych owadów.
Późniejsze badania naukowe potwierdziły, że dowolność w stosowaniu nasion drzew leśnych z różnych rejonów Europy na nie odpowiadających im siedliskach leśnych była bardzo szkodliwa dla gospodarki leśnej. Np. sosna pochodząca z południowych Niemiec inaczej rozwijała się w Polsce, a jeszcze inaczej w Finlandii czy Hiszpanii, a stworzenie monokultur świerkowych w południowo-zachodniej Polsce, zwłaszcza na terenie Gór Izerskich, doprowadziło do wielkich szkód w tych drzewostanach.
Obecnie w nasiennictwie leśnym obowiązuje zasada tzw. rejonizacji nasiennej, która ma na celu przestrzeganie i zapobieganie dowolności w przesyłaniu nasion oraz zapewnienie pierwszeństwa lub nawet wyłączności przy wysiewie nasion w szkółkach i uprawach leśnych nasionom miejscowego pochodzenia.
Do głównych zagadnień rozpatrywanych w ramach nasiennictwa leśnego należą:
- przyrodnicze podstawy gospodarki nasiennej,
- pozyskiwanie nasion,
- wyłuszczanie nasion,
- przechowywanie i przysposabianie nasion do wysiewu
- ocena nasion.